# The Cult
A The Cult egy angol gothic rock együttes Bradfordból. Az együttest 1983-ban alapították. Egyik legnagyobb sikert hozó albumuk az 1987-ben megjelent Electric, amely szerepel az 1001 lemez, amit hallanod kell, mielőtt meghalsz című könyvben. Eredetileg "Death Cult" volt a nevük, utalva ezzel Ian Astbury korábbi együttesére, a Southern Death Cult-ra. Legismertebb daluknak a She Sells Sanctuary számít.

## Diszkográfia
- Dreamtime (1984)
- Love (1985)
- Electric (1987)
- Sonic Temple (1989)
- Ceremony (1991)
- The Cult (1994)
- Beyond Good and Evil (2001)
- Born into This (2007)
- Choice of Weapon (2012)
- Hidden City (2016)

## Fordítás
- Ez a szócikk részben vagy egészben  a   The Cult című angol Wikipédia-szócikk fordításán alapul.  Az eredeti cikk szerkesztőit annak laptörténete sorolja fel. Ez a jelzés csupán a megfogalmazás eredetét és a szerzői jogokat jelzi, nem szolgál a cikkben szereplő információk forrásmegjelöléseként.